# Batalla de Rheinfelden
La batalla de Rheinfelden fue un combate librado en el marco de la guerra de los Treinta Años y consistió en realidad en dos batallas que tuvieron lugar al norte y sur de la ciudad de Rheinfelden entre el 28 de febrero y el 2 de marzo de 1638 entre las tropas mercenarias protestantes de Bernardo de Sajonia-Weimar en el bando francés y las fuerzas Imperiales bávaras al mando de Johann von Werth del Sacro Imperio Romano Germánico. Bernardo fue derrotado en la primera pero consiguió vencer y capturar a Werth en la segunda.

## Antecedentes
Después de la derrota sueca en la batalla de Nördlingen en 1634, Francia había aceptado pagar —según el tratado de Saint-Germain-en-Laye (1635)— el mantenimiento de las tropas mercenarias de Bernardo de Sajonia-Weimar, a quien el avance de los Imperiales había hecho retroceder al otro lado del Rin e instalarse en Alsacia durante 1635, prestando poca ayuda a repeler la invasión de Francia por los Imperiales durante el gobierno de Fernando de Austria y el general Matthias Gallas en 1636.
El 18 de enero de 1638 partió Bernardo con una avanzada de 1000 hombres y 1000 caballos a ocupar cuatro poblaciones a orillas del río Rin, esquivando para ello las posiciones de los Imperiales en Alsacia y Borgoña. Con 500 mosqueteros y 500 caballos cruzó el Rin en barca entre Stein y Säckingen, continuando por las dos orillas hacia Laufenburg, que cayó en su poder. Dos unidades recibieron la orden de adelantarse por ambas riberas para bloquear la ciudad y la fortaleza de Rheinfelden, que disponía de buenas defensas y una guarnición de 400 soldados.

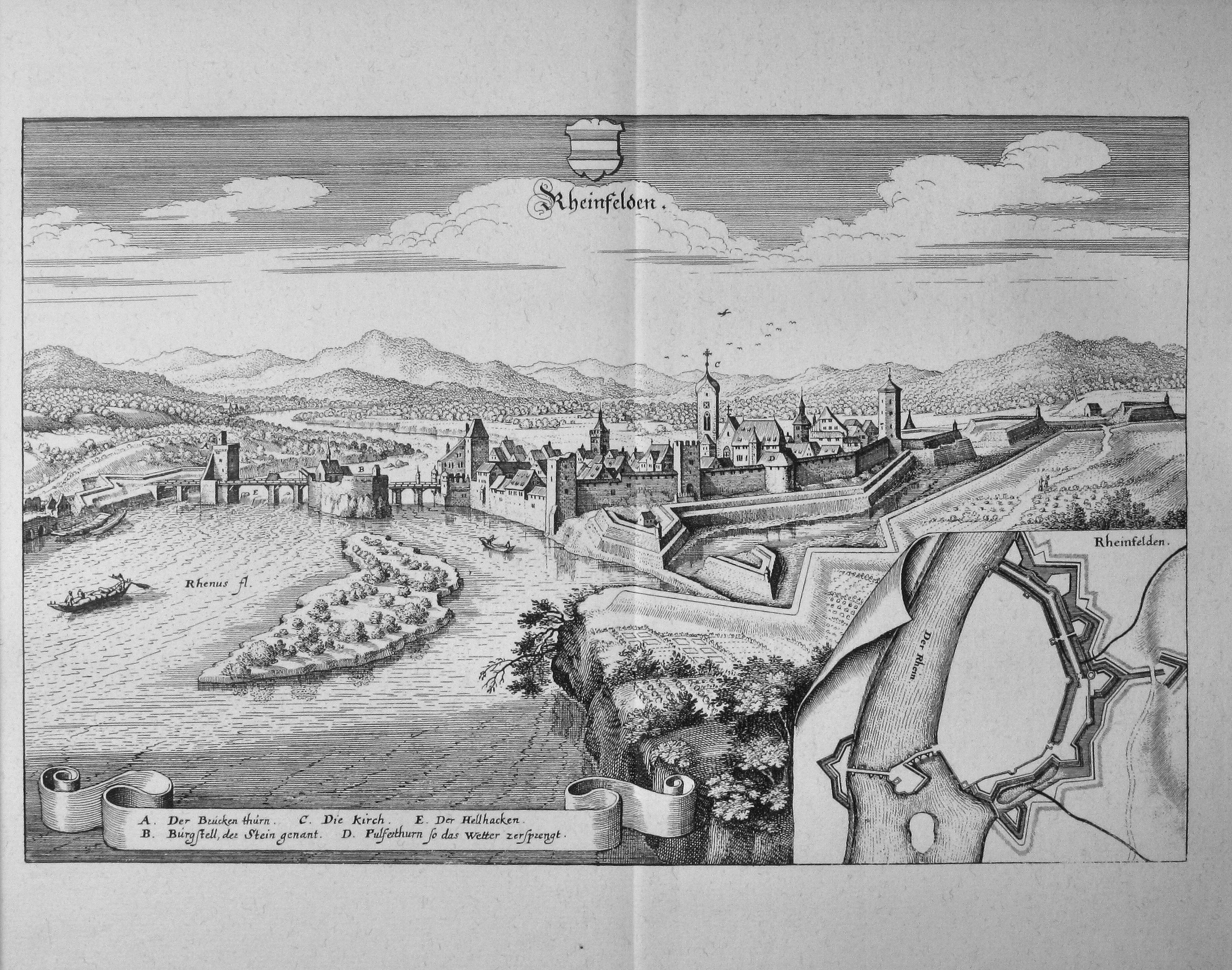
Rheinfelden hacia 1648, por Matthäus Merian.

## La primera batalla
La vanguardia de los Imperiales, que había avanzado hasta la orilla derecha del río, tuvo que retroceder por el ataque de Bernardo, lo cual le dio tiempo para desplegar más tropas y artillería junto al río. Sin embargo, cuando apareció Federigo Savelli al frente del contingente principal, solo la mitad del ejército de Bernardo se había atrincherado en la orilla derecha, por lo que avanzó para impedir que Savelli liberara la ciudad. El terreno áspero no era adecuado para que los ejércitos pudieran mantener su formación. Savelli hizo retroceder al flanco izquierdo de Bernardo mientras que en el otro extremo del campo se entablaban combates con el ala derecha de los Imperiales. Se produjo un movimiento giratorio entre ambos ejércitos que dio la oportunidad a Savelli de hacerse con el transbordador y separar a Bernardo de su retaguardia en el sur.
Al terminar el día, los dos ejércitos se enfrentaban ocupando las posiciones que había tenido el enemigo al iniciarse la batalla. Como las bajas no habían sido grandes, Bernardo decidió reunir las dos partes de su ejército. Esquivando a los destacamentos de los Imperiales, marchó a lo largo del Rin hasta el pueblo de Laufenburg, donde cruzó el río y retrocedió por la otra orilla hacia Rheinfelden.

## La segunda batalla

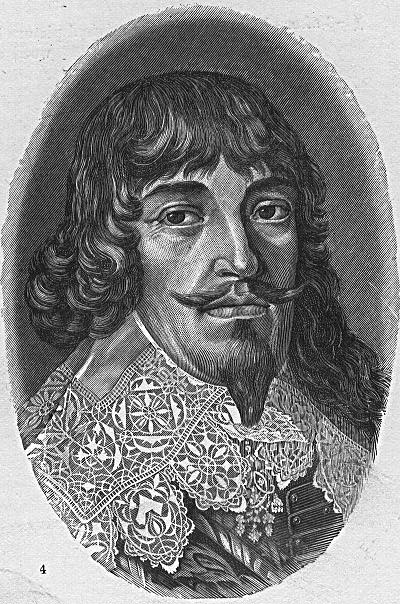
Bernhard, Duke of Saxe-Weimar (1604-1639)

Creyendo que el ejército de Bernardo estaba derrotado y en desbandada, los Imperiales dejaron de tomar precauciones. Los puestos de vigilancia de Savelli quedaron atónitos al ver que las tropas de Bernardo se aproximaban y corrieron hacia la ciudad para informar de lo que habían visto, por lo que Savelli y Werth reunieron precipitadamente a las suyas. La artillería de Bernardo disparó tres salvas contra el enemigo antes de que la carga final aniquilara a los Imperiales. Las tropas que salieron de Rheinfelden en socorro fueron repelidas y obligadas a rendirse. Tanto Savelli como Werth fueron capturados. En total se hicieron 3000 prisioneros. La ciudad de Rheinfelden fue confinada también a capitular y lo hizo tres días más tarde, rindiéndose otros 1600 hombres. Balance de pérdidas: 120 muertos y heridos entre los suecos, 800 muertos y heridos entre los Imperiales.

## Consecuencias
La victoria de Bernardo de Sajonia-Weimar le permitió continuar la marcha a lo largo del Rin y empezar el asedio de Breisach, ciudad que toma el 17 de diciembre.